# Leptotarsus (Aurotipula) atroflavus
Leptotarsus (Aurotipula) atroflavus is een tweevleugelige uit de familie langpootmuggen (Tipulidae). De soort komt voor in het Australaziatisch gebied.